# Somatina fletcheri
Somatina fletcheri là một loài bướm đêm trong họ Geometridae.